# Castillo de Wiesenburg

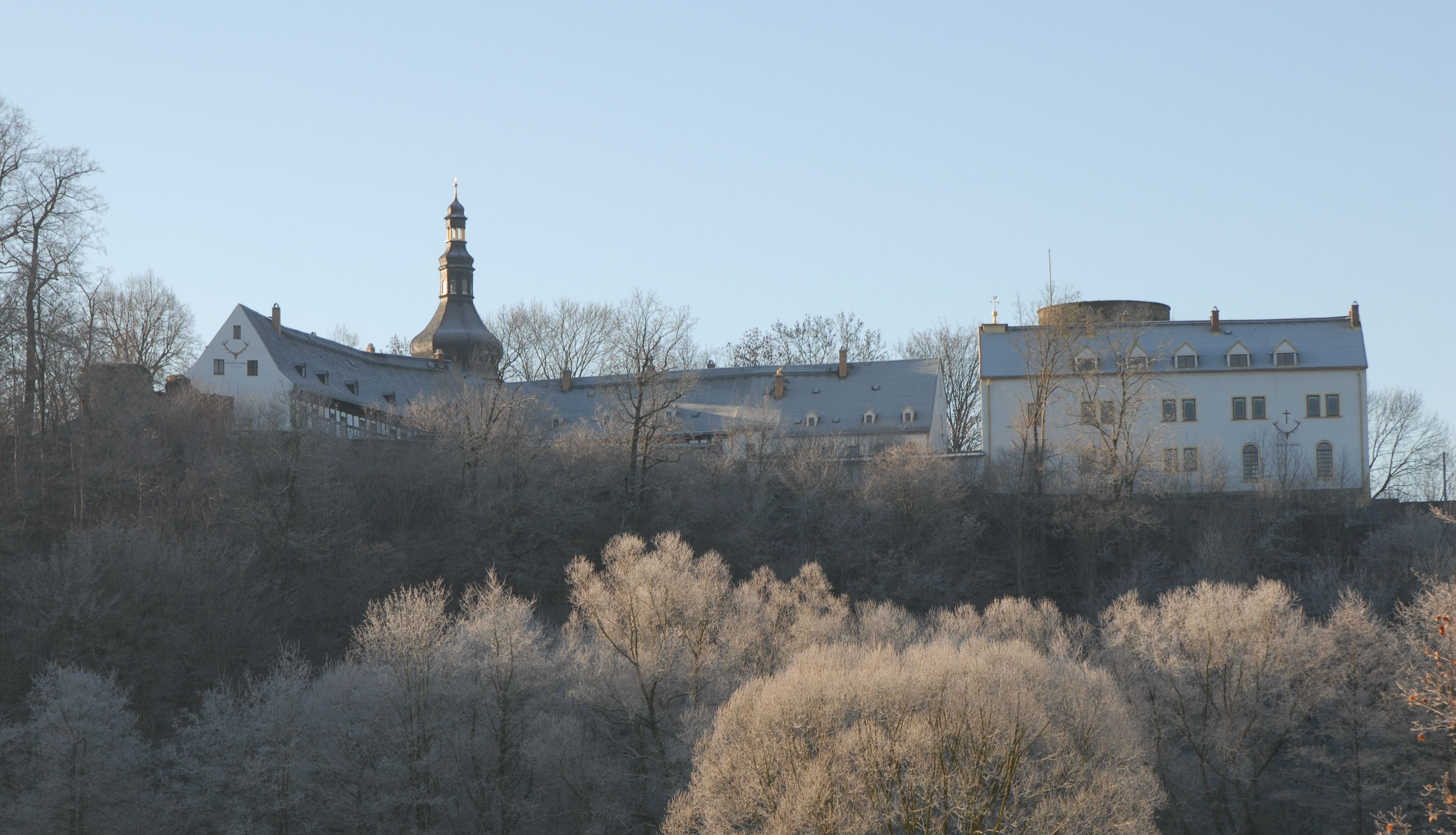
Castillo de Wiesenburg.

El Castillo de Wiesenburg (en alemán: Burg Wiesenburg o Schloss Wiesenburg) es un castillo localizado en el distrito de Wiesenburg de Wildenfels, Sajonia, en una colina que domina la orilla oriental del río Mulde. El castillo protege el puente a través del Mulde hasta Schönau y Wildenfels.

## Estructura
El castillo actual se levantó sobre un castillo medieval, cuya construcción probablemente empezó en torno al año 1200. El castillo fue mencionado por primera vez en un documento datado en 1251. El edificio fue ampliado en el siglo XIV.
Los únicos restos del castillo original son una parte del torreón circular, restos de la muralla exterior, y el foso. El patio actual, con su construcción de madera y torre octogonal de entrada fue desarrollado cuando el castillo fue reconstruido en 1664 después de la Guerra de los Treinta Años.

## Historia y propietarios

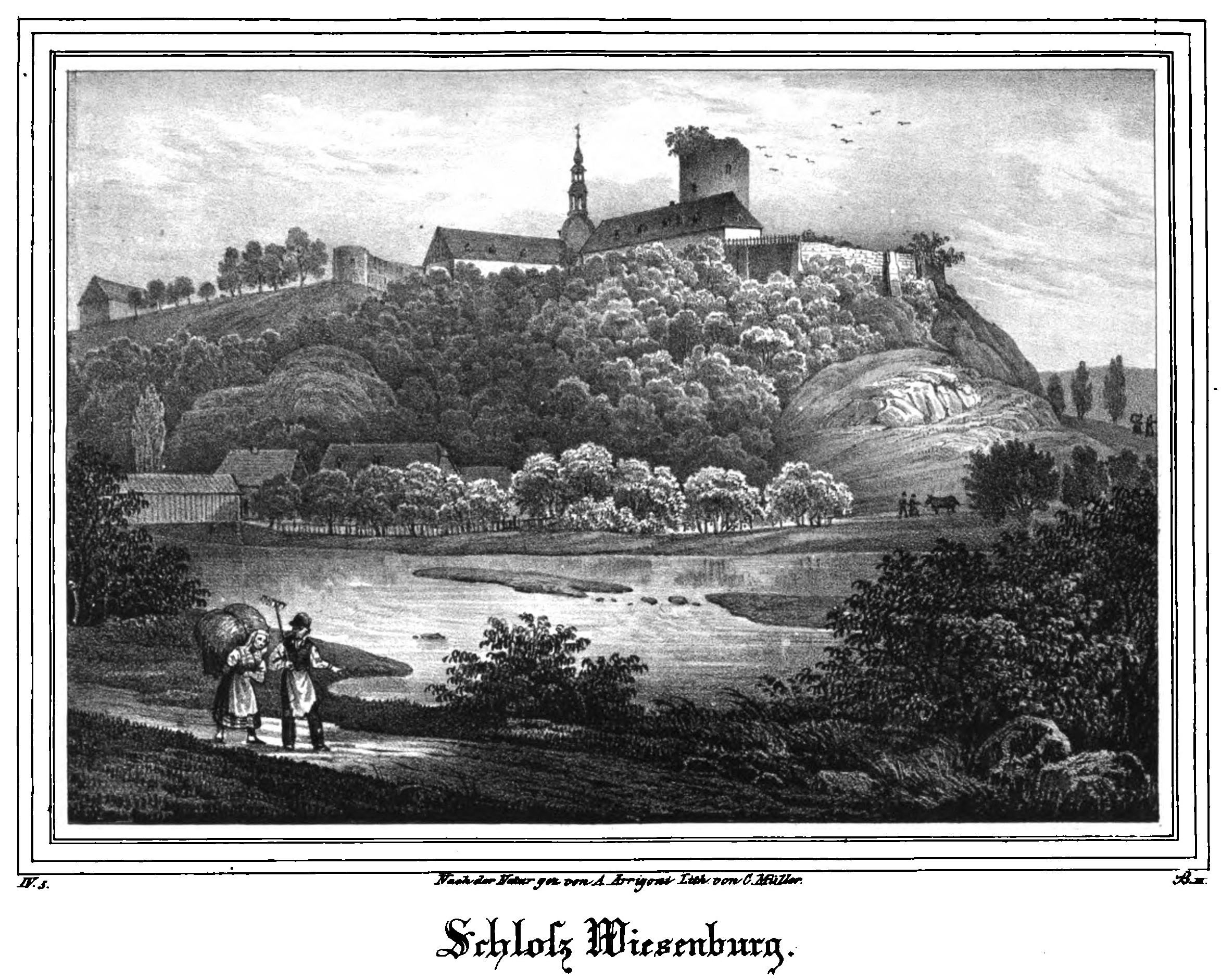
Castillo de Wiesenburg, litografía de 1839.

Los primeros propietarios fueron los Vogts de Weida, quienes supervisaron el asentamiento de Kirchberg, en la cuenca de Sajonia y la región del Mulde, al sudeste de Zwickau. Los habitantes de más de veinte poblaciones en la región tenían que pagar tributo al castillo, por ejemplo, todas las aldeas en valle del Rödel. Posteriormente, la propiedad del castillo cambiaría muchas veces:
- 1350 el castillo pasó a posesión de la Casa de Wettin.
- 1412-1591 el castillo estuvo en propiedad de la familia von der Planitz.
- 1523, i.e. antes de la revolución de los campesinos alemanes, el castillo fue saqueado por los siervos. Dos años más tarde, los campesinos se revoltaron otra vez. Con base en las multas impuestas en su tiempo, se puede calcular que 283 agricultores debieron participar en el alzamiento. Eso serían casi todos los agricultores de la finca sujetos a tributo (socage).
- 1591 la ciudad de Zwickau adquirió el castillo y el dominio.
- 1618 el Elector de Sajonia se hizo con ellos.
- 1663 el castillo y señorío de Wiesenburg, más la ciudad de Kirchberg, fueron vendidos al Duque Felipe Luis de Holstein-Sonderburg por 200.000 taleros de plata
- 1724 el señorío fue adquirido por Augusto II el Fuerte, quien lo convirtió en un distrito (Amt).
- 1803 se derrumbó el gran hall.
- 1864 el castillo y el dominio fueron separados, el castillo fue vendido a la asociación de la ley del pobre del distrito.
- 1864-1911 el castillo fue utilizado como casa de pobreza.
- 1911 el castillo fue vendido de nuevo.
- 1945 el castillo pasó a propiedad pública; el interior fue subdividido en numerosas viviendas. Las edificaciones de granja fueron utilizadas por el Landwirtschaftliche Produktionsgenossenschaft local (granjas colectivizadas, comparables al Koljós en la Unión Soviética).
- 1990 el castillo es de nuevo de propiedad privada. No es de acceso público.

## Leyenda
La leyenda cuenta la existencia de un pasaje secreto que conecta el castillo con un "castillo de ladrones" en el Kiefericht (una cueva en la otra margen del Valle del Mulde).